# Asynarchus planifrons
Asynarchus planifrons är en nattsländeart som först beskrevs av Friedrich Anton Kolenati 1848.  Asynarchus planifrons ingår i släktet Asynarchus och familjen husmasknattsländor. Inga underarter finns listade i Catalogue of Life.